# Mimulosia suffusa
Mimulosia suffusa är en fjärilsart som beskrevs av De Toulgoët 1958. Mimulosia suffusa ingår i släktet Mimulosia och familjen björnspinnare. Inga underarter finns listade i Catalogue of Life.